# DS-P1-Yu
DS-P1-Yu foi um modelo de satélites artificiais soviéticos que serviram como alvos para testes de sistemas antissatélite (ASAT) e antimíssil e de controle do espaço.
Os satélites DS-P1-Yu foram construídos pelo Escritório de Design de Yuzhnoye e foram lançados um total de 79 por foguetes Kosmos-2I entre 1964 e 1976, sete deles falharam.

## Histórico de lançamentos
| Data                    | Plataforma de lançamento | Carga          | Resultado | Notas                                                    |
| ----------------------- | ------------------------ | -------------- | --------- | -------------------------------------------------------- |
| 30 de junho de 1964     | Kapustin Yar             | Kosmos 36      | Sucesso   | Primeiro lançamento de um DS-P1-Yu.                      |
| 12 de fevereiro de 1965 | Kapustin Yar             | DS-P1-Yu Nº 2  | Falha     | Falha do segundo estágio do foguete lançador.            |
| 23 de julho de 1965     | Kapustin Yar             | Kosmos 76      | Sucesso   |                                                          |
| 21 de dezembro de 1965  | Kapustin Yar             | Kosmos 101     | Sucesso   |                                                          |
| 26 de abril de 1966     | Kapustin Yar             | Kosmos 116     | Sucesso   |                                                          |
| 8 de julho de 1966      | Kapustin Yar             | Kosmos 123     | Sucesso   |                                                          |
| 25 de março de 1967     | Cosmódromo de Plesetsk   | Kosmos 152     | Sucesso   |                                                          |
| 12 de junho de 1967     | Cosmódromo de Plesetsk   | Kosmos 165     | Sucesso   |                                                          |
| 24 de agosto de 1967    | Cosmódromo de Plesetsk   | Kosmos 173     | Sucesso   |                                                          |
| 12 de setembro de 1967  | Cosmódromo de Plesetsk   | Kosmos 176     | Sucesso   |                                                          |
| 21 de novembro de 1967  | Cosmódromo de Plesetsk   | Kosmos 191     | Sucesso   |                                                          |
| 9 de abril de 1968      | Cosmódromo de Plesetsk   | Kosmos 211     | Sucesso   |                                                          |
| 24 de maio de 1968      | Kapustin Yar             | Kosmos 221     | Sucesso   |                                                          |
| 30 de maio de 1968      | Cosmódromo de Plesetsk   | Kosmos 222     | Sucesso   |                                                          |
| 18 de julho de 1968     | Cosmódromo de Plesetsk   | Kosmos 233     | Sucesso   |                                                          |
| 3 de outubro de 1968    | Cosmódromo de Plesetsk   | Kosmos 245     | Sucesso   |                                                          |
| 3 de dezembro de 1968   | Cosmódromo de Plesetsk   | Kosmos 257     | Sucesso   |                                                          |
| 7 de fevereiro de 1969  | Cosmódromo de Plesetsk   | Kosmos 265     | Sucesso   |                                                          |
| 5 de março de 1969      | Kapustin Yar             | Kosmos 268     | Sucesso   |                                                          |
| 4 de abril de 1969      | Cosmódromo de Plesetsk   | Kosmos 277     | Sucesso   |                                                          |
| 27 de maio de 1969      | Cosmódromo de Plesetsk   | Kosmos 283     | Sucesso   |                                                          |
| 3 de junho de 1969      | Cosmódromo de Plesetsk   | Kosmos 285     | Sucesso   |                                                          |
| 23 de julho de 1969     | Cosmódromo de Plesetsk   | DS-P1-Yu Nº 23 | Falha     | Falha do segundo estágio.                                |
| 22 de agosto de 1969    | Cosmódromo de Plesetsk   | Kosmos 295     | Sucesso   |                                                          |
| 18 de outubro de 1969   | Cosmódromo de Plesetsk   | Kosmos 303     | Sucesso   |                                                          |
| 24 de outubro de 1969   | Kapustin Yar             | Kosmos 307     | Sucesso   |                                                          |
| 24 de novembro de 1969  | Cosmódromo de Plesetsk   | Kosmos 311     | Sucesso   |                                                          |
| 11 de dezembro de 1969  | Cosmódromo de Plesetsk   | Kosmos 314     | Sucesso   |                                                          |
| 15 de janeiro de 1970   | Cosmódromo de Plesetsk   | Kosmos 319     | Sucesso   |                                                          |
| 27 de fevereiro de 1970 | Cosmódromo de Plesetsk   | Kosmos 324     | Sucesso   |                                                          |
| 23 de abril de 1970     | Cosmódromo de Plesetsk   | Kosmos 334     | Sucesso   |                                                          |
| 22 de maio de 1970      | Cosmódromo de Plesetsk   | DS-P1-Yu Nº 32 | Falha     | Falha do primeiro estágio aos 112 segundos de voo.       |
| 12 de junho de 1970     | Kapustin Yar             | Kosmos 347     | Sucesso   |                                                          |
| 27 de junho de 1970     | Cosmódromo de Plesetsk   | Kosmos 351     | Sucesso   |                                                          |
| 19 de agosto de 1970    | Cosmódromo de Plesetsk   | Kosmos 357     | Sucesso   |                                                          |
| 8 de outubro de 1970    | Cosmódromo de Plesetsk   | Kosmos 369     | Sucesso   |                                                          |
| 24 de novembro de 1970  | Cosmódromo de Plesetsk   | Kosmos 380     | Sucesso   |                                                          |
| 18 de dezembro de 1970  | Cosmódromo de Plesetsk   | Kosmos 388     | Sucesso   |                                                          |
| 26 de janeiro de 1971   | Cosmódromo de Plesetsk   | Kosmos 393     | Sucesso   |                                                          |
| 5 de março de 1971      | Kapustin Yar             | DS-P1-Yu Nº 40 | Falha     | Falha do segundo estágio aos 133 segundos de voo.        |
| 24 de abril de 1971     | Cosmódromo de Plesetsk   | Kosmos 408     | Sucesso   |                                                          |
| 19 de maio de 1971      | Cosmódromo de Plesetsk   | Kosmos 421     | Sucesso   |                                                          |
| 27 de maio de 1971      | Cosmódromo de Plesetsk   | Kosmos 423     | Sucesso   |                                                          |
| 3 de agosto de 1971     | Cosmódromo de Plesetsk   | DS-P1-Yu Nº 44 | Falha     | Falha do segundo estágio aos 204 segundos de voo.        |
| 27 de agosto de 1971    | Cosmódromo de Plesetsk   | Kosmos 435     | Sucesso   |                                                          |
| 19 de outubro de 1971   | Cosmódromo de Plesetsk   | Kosmos 453     | Sucesso   |                                                          |
| 17 de novembro de 1971  | Cosmódromo de Plesetsk   | Kosmos 455     | Sucesso   |                                                          |
| 29 de novembro de 1971  | Cosmódromo de Plesetsk   | Kosmos 458     | Sucesso   |                                                          |
| 17 de dezembro de 1971  | Cosmódromo de Plesetsk   | Kosmos 467     | Sucesso   |                                                          |
| 25 de janeiro de 1972   | Cosmódromo de Plesetsk   | Kosmos 472     | Sucesso   |                                                          |
| 25 de março de 1972     | Cosmódromo de Plesetsk   | Kosmos 481     | Sucesso   |                                                          |
| 11 de abril de 1972     | Cosmódromo de Plesetsk   | Kosmos 485     | Sucesso   |                                                          |
| 21 de abril de 1972     | Cosmódromo de Plesetsk   | Kosmos 487     | Sucesso   |                                                          |
| 25 de abril de 1972     | Cosmódromo de Plesetsk   | DS-P1-Yu Nº 54 | Falha     | Falha do segundo estágio aos 367 segundos de voo.        |
| 5 de julho de 1972      | Cosmódromo de Plesetsk   | Kosmos 498     | Sucesso   |                                                          |
| 12 de julho de 1972     | Kapustin Yar             | Kosmos 501     | Sucesso   |                                                          |
| 5 de outubro de 1972    | Cosmódromo de Plesetsk   | Kosmos 523     | Sucesso   |                                                          |
| 11 de outubro de 1972   | Cosmódromo de Plesetsk   | Kosmos 524     | Sucesso   |                                                          |
| 25 de outubro de 1972   | Cosmódromo de Plesetsk   | Kosmos 526     | Sucesso   |                                                          |
| 24 de janeiro de 1973   | Cosmódromo de Plesetsk   | Kosmos 545     | Sucesso   |                                                          |
| 12 de abril de 1973     | Cosmódromo de Plesetsk   | Kosmos 553     | Sucesso   |                                                          |
| 17 de maio de 1973      | Cosmódromo de Plesetsk   | Kosmos 558     | Sucesso   |                                                          |
| 5 de junho de 1973      | Cosmódromo de Plesetsk   | Kosmos 562     | Sucesso   |                                                          |
| 22 de agosto de 1973    | Cosmódromo de Plesetsk   | Kosmos 580     | Sucesso   |                                                          |
| 16 de outubro de 1973   | Cosmódromo de Plesetsk   | Kosmos 601     | Sucesso   |                                                          |
| 20 de novembro de 1973  | Cosmódromo de Plesetsk   | Kosmos 608     | Sucesso   |                                                          |
| 28 de novembro de 1973  | Cosmódromo de Plesetsk   | Kosmos 611     | Sucesso   |                                                          |
| 27 de fevereiro de 1974 | Cosmódromo de Plesetsk   | Kosmos 633     | Sucesso   |                                                          |
| 5 de março de 1974      | Cosmódromo de Plesetsk   | Kosmos 634     | Sucesso   |                                                          |
| 11 de julho de 1974     | Cosmódromo de Plesetsk   | DS-P1-Yu Nº 70 | Falha     | Falha do primeiro estágio aos 84 segundos do lançamento. |
| 25 de julho de 1974     | Cosmódromo de Plesetsk   | Kosmos 668     | Sucesso   |                                                          |
| 26 de setembro de 1974  | Cosmódromo de Plesetsk   | Kosmos 686     | Sucesso   |                                                          |
| 20 de novembro de 1974  | Cosmódromo de Plesetsk   | Kosmos 695     | Sucesso   |                                                          |
| 21 de janeiro de 1975   | Cosmódromo de Plesetsk   | Kosmos 703     | Sucesso   |                                                          |
| 28 de janeiro de 1975   | Cosmódromo de Plesetsk   | Kosmos 705     | Sucesso   |                                                          |
| 8 de abril de 1975      | Cosmódromo de Plesetsk   | Kosmos 725     | Sucesso   |                                                          |
| 24 de junho de 1975     | Cosmódromo de Plesetsk   | Kosmos 745     | Sucesso   |                                                          |
| 18 de maio de 1976      | Cosmódromo de Plesetsk   | Kosmos 818     | Sucesso   |                                                          |
| 26 de agosto de 1976    | Cosmódromo de Plesetsk   | Kosmos 850     | Sucesso   | Último lançamento de um satélite DS-P1-Yu.               |